# 대구 동화사 보조국사 지눌 진영
대구 동화사 보조국사 지눌 진영(大邱 桐華寺 普照國師 知訥 眞影)은 대한민국 대구광역시 동구, 동화사에 있는 조선시대의 초상화이다. 2010년 2월 24일 대한민국의 보물 제1639호로 지정되었다.

## 개요
고려시대의 고승 보조국사 지눌의 진영으로, 흰색의 장삼과 가사를 입고 등높은 의자에 앉아 석장을 쥐고 오른쪽으로 몸을 튼 자세로 앉아 있는 국사의 모습을 그렸다.
송광사 국사전 보조국사 진영(1780년)과 동일한 초본을 바탕으로 제작되었지만, 섬세한 필치의 인물묘사와 담채색에 가까운 옷의 채색기법 등에서 그보다 이른 시기의 작품으로 추정된다. 또한 동화사 사명당 대사진영(보물 제1505호)과 세부표현 및 필선 등 화풍이 매우 유사하여 동일시기에 제작된 것으로 짐작되므로 보조국사진영 가운데 시기가 가장 올라가며 특히 화질의 면에서 뛰어난 것으로 판단되었다. 현존하는 보조국사 지눌의 진영 가운데 이른 시기의 작품으로서 국가지정문화재(보물)로 지정, 보존할 가치가 있다고 평가되었다.

## 같이 보기
- 지눌

## 참고 자료
- 대구 동화사 보조국사지눌진영 - 국가유산청 국가유산포털